# Ярмак, Елена Давыдовна
Елена Давыдовна Ярмак (род. 6 июля 1968, Киев, Киевская область, УССР) — российский дизайнер и глава Дома «Helen Yarmak».
Родилась в Киеве, окончила Киевский государственный университет и работала по специальности в кибернетическом НИИ. Кандидат математических наук. В начале 90-х занялась созданием и выпуском одежды. На первые модели ставился ярлык «Helen», затем появился бренд «Helen Yarmak», который приобрёл мировую известность. К почитателям дизайнерского таланта Ярмак относятся такие знаменитости как Леди Гага, Рианна, Бейонсе, Хлоя Севиньи, Люси Лью, Джим Керри, Куин Латифа, Катрин Денёв, Уитни Хьюстон, Ким Кэттролл, Патрисия Филд.
Является академиком Французской Академии архитектуры и дизайна, академиком международной Академии информатизации, академиком Нью-Йоркской Академии наук.

## Бренд Helen Yarmak
Дом моды, которым руководит Елена Ярмак, создаёт меховые и ювелирные изделия, верхнюю одежду и аксессуары. Бутики Дома открыты в Москве, Нью-Йорке, Милане, Цюрихе, Одессе.

## Премии и награды
- 2000 — премия «Выдающийся предприниматель года» всемирной организации «Женщина в бизнесе» (Вашингтон, США).
- 2002 — премия «Креатор года», учреждена журналом «Креатив & Creativity» совместно с Союзом журналистов Москвы.
- 2003 — премия «Leadership Awards», учреждённая фондом «Межнационального взаимопонимания» (Нью-Йорк, США).
- 2003 — премия «Лучший иностранный модельер года» (англ. «Internation Fashion Designer of a Year»)[4] на Международной неделе моды в Нью-Йорке. Она единственный русский модельер, получивший эту награду.
- 2003 — лауреат Национальной премии общественного признания достижений женщин «Олимпия» Российской Академии бизнеса и предпринимательства[5].
- 2005 — кавалер ордена «За возрождение России XXI век» за выдающиеся заслуги, способствующие укреплению экономической мощи, величия и процветания России.
- 2005 — диплом лауреата Международного конкурса «Pilar» за участие в социально-экономических программах по преобразованию города Москвы, возрождению России и личностные качества талантливого руководителя.
- 2007 — премия «Люди Года Русской Америки», учреждённая порталом Рамблер.

## Интересные факты
- Елена Ярмак заказала первую партию одежды по собственным эскизам на фабрике «Красная заря» в Москве, отрекомендовавшись представителем несуществующей канадской фирмы. Эскизы так понравились, что когда обман раскрылся, модели по эскизам Ярмак всё равно выпустили.[6].
- Журнал Vogue назвал Ярмак «хозяйкой соболиной горы» (Vogue, ноябрь 1998). Ярмак — первый русский дизайнер, чьи вещи появились на обложке этого издания[7].
- Продукция Дома Helen Yarmak снималась в сериалах «Секс в большом городе», «Дьявол носит Prada», «Шопоголик» и других[8].